# Iñaki Vijandi
José Iñaki Vijandi Álvarez (* 28. Juli 1961 in Ortuella) ist ein ehemaliger spanischer Radrennfahrer und nationaler Meister im Radsport.

## Sportliche Laufbahn
Vijandi war Spezialist für Querfeldeinrennen (heutige Bezeichnung Cyclocross), bestritt aber auch Straßenradsport. 1979 siegte er in der UCI-Weltmeisterschaften im Querfeldeinrennen der Junioren.
Von 1986 bis 1988 war er als Berufsfahrer aktiv. Er begann im Radsportteam Zahor. 1986 gewann er die nationale Meisterschaft im Querfeldeinrennen vor José María Yurrebaso. 1987 wurde er Dritter und 1988 Vize-Meister in dieser Disziplin des Radsports.
Mehrfach war er am Start der UCI-Cyclocross-Weltmeisterschaften. 1980 wurde er 26., 1981 19., 1984 37., 1985 37., jeweils bei den Amateuren. Bei den Profis kam er 1986 auf den 24., 1987 auf den 20. Platz.
Im Straßenradsport hatte er bis auf einige vordere Etappenplätze keine Erfolge.